# 克里斯蒂安·布罗基
克里斯蒂安·布罗基（Cristian Brocchi，1976年1月30日—）是一名已退役意大利足球运动员，司职中场。曾擔任AC米蘭主教練。
這名球員出身於AC米蘭青年軍，被租借至多家球队，曾轉投過一些球會，包括國際米蘭。2001年他重返AC米蘭。他在球會中主要是替補角色，代替屬必然正選的國腳級球員加度素和派路。但他每次上场均有出色表现，平均得分较高。在场上作风顽强，风格朴实。
2008年夏天，布罗基以200万欧元的身价永久转会拉齐奥
2006年赛季他獲選入意大利國家隊一次。